# Mem de Sá
Mem de Sá (Coimbra, 1500 circa – Salvador, 2 marzo 1572) è stato un esploratore portoghese terzo Governatore-Generale del Brasile dal 1557 al 1572.
Nacque a Coimbra, in Portogallo, nel 1500 circa, lo stesso anno in cui la costa orientale dell'america meridionale venne scoperta da una flotta comandata da Pedro Álvares Cabral.
Venne nominato terzo Governatore-Generale del Brasile nel 1556, succedendo a Duarte da Costa, in carica dal 1533 al 1557. La sede del governo era Salvador, nell'odierno Stato di Bahia.
Riuscì ad assicurarsi il sostegno di due frati gesuiti importanti, Manuel da Nóbrega e José de Anchieta, che fondarono São Vicente nel 1532 e San Paolo il 25 gennaio 1554. I Gesuiti erano missionari che riuscirono a convertire gli indigeni al cristianesimo, e la loro opera di pacificazione fu una delle conquiste più importanti del governo di Mem de Sá. I Gesuiti erano stati in conflitto con Duarte da Costa, perché sosteneva i proprietari delle piantagioni che cercarono di rendere schiavi gli indios.
Mem de Sá ebbe anche una missione politica e militare importante quando, nel 1560, conducendo una spedizione navale di 26 navi e 2000 soldati e marinai, venne mandato dal governo portoghese ad attaccare la Francia Antartica, una colonia fondata da Nicolas Durand de Villegaignon, un viceammiraglio Ugonotto, nella zona della odierna Rio de Janeiro. Forte Coligny, costruito dai coloni francesi su una piccola isola nella baia di Guanabara, venne distrutto in battaglia, ma Mem de Sá riuscì a espellere definitivamente i francesi solo nel 1567 con l'aiuto di suo nipote Estácio de Sá, che fu anche il fondatore di Rio de Janeiro il 1º marzo 1565. Con l'aiuto dei Gesuiti, Mem de Sá riuscì a convincere i Tamoio a porre fine alla loro alleanza con i francesi.
Mem de Sá morì il 2 marzo 1572 a Salvador.